# Pegasis
Pêgasis (grekiska Πηγασις) var en najadnymf i grekisk mytologi. Hon var dotter till flodguden Grenikos och bodde i en flod i Anatolien.
Hon hade en son som hette Atymnios med Emathion.